# سایگو کیچیجیرو
سایگو کیچیجیرو (به ژاپنی: 西郷 吉二郎 さいごう きちじろう)، او سامورایی‌ای از قلمرو ساتسوما بود که در پایان دوره ادو نقش فعالی ایفا کرد. او پسر دوم سایگو کیچیبه بود. او برادر کوچکتر سایگو تاکاموری سایگو و برادر بزرگتر سایگو تسوگومیچی بود. یوشیجیرو لقب او بود و نام واقعی‌اش تاکاهیرو بود.

## زندگی‌نامه
۱۸۳۳ (دوره تنپو ۴) به عنوان پسر دوم سایگو کیچیبه در کاجیا-چو، شهر زیر قلعه قلعه کاگوشیما درقلمرو ساتسوما متولد شد. ۱۵ اوت ۱۸۴۳ (تنپو ۱۴) اولین حضور با ارباب فئودال. ۲۷ سپتامبر ۱۸۵۲ (کای ۵) پدرش سایگو کیچیبه درگذشت. ۹ فوریه ۱۸۵۳ (کای ۶) برادر بزرگترش تاکاناگا (که بعدها با نام سایگو تاکاموری شناخته شد) ریاست خانواده را به ارث برد. ۱۸۵۴ (دوره آنسی ۱) به توگو ناکاگورو (که بعدها با نام توگو هیهاچیرو شناخته شد) خوشنویسی آموزش می‌دهد. ۱۸۵۷ (آنسی ۴) در آن زمان، او به عنوان کارمند دفتر حسابداری کار می‌کرد. ۱۸۶۲ (دوره بونکیو ۲) ارباب فئودال به او و برادر کوچکترش سایگو کوبئی دستور داد تا از دولت کناره‌گیری کنند و برادر دیگرش شینگو (که بعدها با نام سایگو تسونمیچی شناخته شد) در حصر خانگی قرار گیرد.
در سال ۱۸۶۸ (کیو ۴)، او بازرس اسکادران دوم گارد شد و به ولایت اچیگو اعزام شد. در ۱۴ اوت ۱۸۶۸ (دوره کیئو ۴)، در طول جنگ بوشین، بر اثر جراحت‌های وارده در نبرد در نزدیکی رودخانه ایگاراشی در ولایت اچیگو (شهر سنجو امروزی، استان نیگاتا) درگذشت . او در تاکادا، اچیگو به خاک سپرده شد. قبر او در پارک کانایاما در شهر جوئتسو قرار دارد و موهایش در گورستان خانوادگی سایگو در شهر کاگوشیما به خاک سپرده شده است.
در ۱۱ نوامبر ۱۸۶۹ (دومین سال میجی)، به خانواده یوشیجیرو ۷۰ عدل برنج به مدت ۳۰ سال اعطا شد.